# Acacia foliosa
Acacia foliosa är en ärtväxtart som beskrevs av Berthold Carl Seemann. Acacia foliosa ingår i släktet akacior, och familjen ärtväxter. Inga underarter finns listade i Catalogue of Life.